# Echoes (minissérie)
Echoes (estilizado como ECHOƎS) é uma minissérie de televisão australiana criada por Vanessa Gazy que estreou na Netflix em 19 de agosto de 2022.

## Enredo
Leni e Gina compartilham um segredo perigoso. Elas trocaram secretamente de vida desde crianças, culminando numa vida dupla como adultas, onde partilham duas casas, dois maridos e um filho. O mundo perfeito delas se transforma em caos quando uma das irmãs desaparece.

## Elenco

### Principal
- Michelle Monaghan como Leni / Gina McCleary, irmãs gêmeas
  - Madison Abbott como Leni jovem
  - Victoria Abbott como Gina jovem
- Matt Bomer como Jack Beck
- Karen Robinson como Xerife Louise Floss
- Ali Stroker como Claudia McCleary, irmã mais velha de Leni e Gina
- Gable Swanlund como Mathilda "Mattie" Beck, filha de Jack e Leni e sobrinha de Gina
- Rosanny Zayas como Deputada Paula Martinez
- Michael O'Neill como Victor McCleary
- Jonathan Tucker como Dylan James
  - Clayton Royal Johnson como Dylan jovem
- Daniel Sunjata como Charles "Charlie" Davenport, marido de Gina que é terapeuta

### Recorrente
- Celia Weston como Georgia Tyler, avó de Dylan
- Déjá Dee como Samida
- Tyner Rushing como Maria Czerny McCleary
- Alise Willis como Meg
- Maddie Nichols como Natasha
- Lucy Hammond como Claudia McCleary jovem
- Onye Eme-Akwari como Beau McMillan
- Lauren H. Davis como Liss

## Produção
Embora seja uma produção australiana, a série se passa nos Estados Unidos. As filmagens ocorreram em Wilmington, Carolina do Norte.
Echoes foi criada e escrita por Vanessa Gazy, que também foi co-produtora executiva com Brian Yorkey, Quinton Peeples e Imogen Banks da Endemol Shine Australia. Yorkey e Peeples atuaram como showrunners. Michelle Monaghan estrelou a minissérie. Matt Bomer e Daniel Sunjata foram anunciados ao elenco nos papeis principais. A série estreou em 19 de agosto de 2022.

## Recepção
No Rotten Tomatoes, a minissérie tem um índice de aprovação geral de 24% com uma nota média de 4,8/10 com base em 21 críticas. O consenso do site sendo: "O papel duplo de Michelle Monaghan deveria ter sido uma proposta vencedora, mas Echoes é uma falha retumbante cuja promessa fica mais fraca a cada reviravolta boba". O Metacritic, que usa uma média ponderada, atribuiu uma pontuação de 46 em 100 com base em 9 avaliações, indicando "críticas mistas ou médias".